# Flexopecten glaber
Flexopecten glaber (лат.) — съедобный двустворчатый моллюск, вид рода Flexopecten семейства морских гребешков. Размер — 56,2 мм. Масса — 23 г. В начале XX века был объектом рыболовства. Средняя продолжительность жизни — 4 года. Включён в Красную книгу Севастополя. Подвид — Flexopecten glaber ponticus (Bucquoy, Dautzenberg & Dollfus, 1889).

## Описание
Съедобное двустворчатое. Синхронный гермафродит. Максимальный размер — 56,2 мм. Масса — 23 г.

## Таксономия
Впервые был описан Карлом Линнеем в 1758 году. Подвид — Flexopecten glaber ponticus (Bucquoy, Dautzenberg & Dollfus, 1889), обитает в Чёрном море. В базе данных World Register of Marine Species учитывается как единственный признанный подвид F. glaber. Подвид включён в Красную книгу Республики Крым.

## Ареал
Широко распространён в Средиземном море; самый распространённый вид семейства морских гребешков в этом море. Обитает на илистых и песчаных донных грунтах, на глубине 5—900 м, иногда до 1600 м. Встречается также в Чёрном море, в которое мигрировал около 5000—7000 лет назад, на глубине 2—40 м.

## Размножение
В Средиземном море размножается с апреля по сентябрь.

## Взаимодействие с человеком
В начале XX века был объектом рыболовства. Один из наиболее ценных морепродуктов в Средиземноморье ввиду высокого содержания питательных веществ и вкусовых качеств.